# 47P/阿什布鲁克-杰克逊彗星
47P/阿什布魯克- 傑克遜彗星 是太陽系的一顆週期彗星。
彗核的直徑估計為5.6公里。

## 歷史
47P/阿什布魯克- 傑克遜彗星於1948年由約瑟夫·阿什布魯克和西瑞爾·傑克遜（天文學家）發現。

## 名稱来源
其名稱中的“47P”意指它是被發現的第47颗週期性彗星，而「阿什布鲁克」與「傑克遜」是兩位發現者的名字。

## 過近日點日期
- 2025年10月28日
- 2017年6月10日
- 2009年1月31日
- 2001年1月6日
- 1993年7月14日
- 1986年1月24日
- 1978年8月19日
- 1971年3月13日
- 1963年10月2日
- 1956年4月6日
- 1948年10月4日

## 外部連結
- 47P/Ashbrook-Jackson – Seiichi Yoshida @ aerith.net
- 47P at Kronk's Cometography / Periodic comets
- NASA JPL小天體瀏覽器上的47P/Ashbrook-Jackson

| 週期彗星                | 週期彗星                  | 週期彗星              |
| ----------------------- | ------------------------- | --------------------- |
| 前一顆彗星 46P/维尔塔宁 | 47P/阿什布鲁克-杰克逊彗星 | 後一顆彗星 48P/约翰逊 |
| 週期彗星列表            |                           |                       |

}